# Toute entrée est définitive
Toute entrée est définitive est le premier album du groupe de rap français Asocial Club, composé des rappeurs Casey, Vîrus, Al et Prodige, et de DJ Kozi. L'album, sorti en juin 2014, est salué par la critique et est suivi d'une tournée,,,,.
Les instrumentaux sont composés par DJ Kozi, DJ Saxe, Laloo, Hery et Banane, des beatmakers qui ont tous déjà travaillé avec les rappeurs du groupe.
L'album accueille sur le titre Creuser le rappeur Rocé, et B. James sur Ghetto Music.

## Liste des titres
| No  | Titre                       | Paroles                                | Musique  | Durée |
| --- | --------------------------- | -------------------------------------- | -------- | ----- |
| 1.  | Intro                       | Samples                                | DJ Kosi  | 2:03  |
| 2.  | La putain d'ta mère         | Al, Casey, Prodige, Vîrus              | DJ Saxe  | 3:53  |
| 3.  | 99%                         | Al, Casey, Vîrus                       | DJ Laloo | 5:18  |
| 4.  | Ghetto Music                | Al, Casey, Prodige (feat. B.James)     | DJ Laloo | 5:54  |
| 5.  | Anticlubbing                | Al, Casey, Prodige, Vîrus              | Hery     | 6:20  |
| 6.  | Mes doutes                  | Al, Casey, Vîrus                       | Banane   | 4:42  |
| 7.  | J'ai essayé                 | Al, Prodige, Vîrus                     | DJ Laloo | 5:27  |
| 8.  | L'hiver est long            | Al, Casey                              | Hery     | 3:40  |
| 9.  | Toute entrée est définitive | Al, Casey, Prodige                     | DJ Laloo | 5:13  |
| 10. | Ce soir, je brûlerai...     | Al, Casey, Prodige, Vîrus              | Banane   | 5:28  |
| 11. | Je hante ma ville           | Al, Casey, Prodige, Vîrus              | Hery     | 6:24  |
| 12. | Creuser                     | Al, Casey, Prodige, Vîrus (feat. Rocé) | Banane   | 6:56  |